# Vela en los Juegos Paralímpicos
La vela adaptada fue incluida en los Juegos Paralímpicos de Verano desde la undécima edición que se celebró en Sídney (Australia) en 2000. El deporte dejó de formar parte del programa paralímpico a partir de la edición de Tokio 2020.

## Ediciones
| N.º | Año  | Sede           | País        |
| --- | ---- | -------------- | ----------- |
| I   | 2000 | Sídney         | Australia   |
| II  | 2004 | Atenas         | Grecia      |
| III | 2008 | Pekín          | China       |
| IV  | 2012 | Londres        | Reino Unido |
| V   | 2016 | Río de Janeiro | Brasil      |

## Medallero histórico
- Resultados de 2000 a 2016.[2]

| Núm. | País                 | Oro | Plata | Bronce | Total |
| ---- | -------------------- | --- | ----- | ------ | ----- |
| 1    | Australia (AUS)      | 4   | 2     | 1      | 7     |
| 2    | Alemania (GER)       | 2   | 3     | 0      | 5     |
| 3    | Francia (FRA)        | 2   | 2     | 0      | 4     |
| 4    | Estados Unidos (USA) | 1   | 3     | 3      | 7     |
| 5    | Canadá (CAN)         | 1   | 1     | 3      | 5     |
| 6    | Países Bajos (NED)   | 1   | 1     | 2      | 4     |
| 7    | Reino Unido (GBR)    | 1   | 0     | 3      | 4     |
| 8    | Israel (ISR)         | 1   | 0     | 0      | 1     |
| 9    | Dinamarca (DEN)      | 0   | 1     | 0      | 1     |
| 10   | Noruega (NOR)        | 0   | 0     | 1      | 1     |
|      | TOTAL                | 13  | 13    | 13     | 39    |